# Adrian Reynard
Adrian Reynard (* 23. März 1951 in Welwyn, England) ist ein britischer Ingenieur und Gründer der Reynard Racing Cars Ltd.

## Leben
Reynard studierte Maschinenbau an der Oxford Brookes University. Dort gründete er den Oxford Polytechnic Automobile Club, dessen Vorsitzender er war, bis er 1972 ohne akademischen Grad das Studium beendete. Bereits zu Studienzeiten brach er mit selbst gebauten Motorrädern internationale und nationale Geschwindigkeitsrekorde.
Seinen ersten Rennwagen entwickelte Reynard 1973 im Rahmen eines Studenten-Projekts während seiner Tätigkeit als Ingenieur bei British Leyland. Noch im gleichen Jahr gründete er mit dem früheren March-Produktionschef Bill Stone die Firma Sabre Automotive. Das Unternehmen lief schleppend an und Reynard ging auch anderen Entwicklungsaufträgen nach. So baute er für David Lazenby einen Formel-3-Wagen und auch ein Formel-1-Wagen für Mike Keegan, den Chef von British Air Ferries, war im Gespräch, wurde aber nie realisiert. 1977 verließ Stone Sabre Automotive, Reynard übernahm das Unternehmen und benannte es in Reynard Motorsport um.
1979 feierten Reynards Fahrzeuge in der britischen und europäischen Formel Ford erste Erfolge. Auch er selbst war in dieser Klasse als Fahrer aktiv und holte den europäischen Titel. 1980 arbeitete er für RAM Racing an einem gebrauchten Formel-1-Williams, im folgenden Jahr wurde er Chef-Ingenieur des Teams. In dieser Funktion löste er Robin Herd ab und überarbeitete dessen March 811, der sich in der ursprünglichen Version als nicht konkurrenzfähig erwiesen hatte. Reynard entwarf noch das Nachfolgemodell March 821, bevor er das Team wieder verließ. Reynards Formel-Ford-Wagen, der Reynard 82FF, debütierte im gleichen Jahr beim Formel-Ford-Festival und wurde zu einem großen Erfolg. Er konnte während der folgenden sieben Jahre viele Titel einfahren und verkaufte sich bis zu Reynards Ausstieg aus der Formel Ford 1989 insgesamt 661 mal.
1983 begann sich Reynard mit der Formel 3 zu beschäftigen. Es entstand der Reynard 853, der erste Wagen dieser Klasse mit Chassis aus kohlenstofffaserverstärktem Kunststoff. 1985 gewann Reynards Formel-3-Wagen mit Andy Wallace am Steuer sein erstes Rennen, 1988 der erste Wagen für die Formel 3000 mit Johnny Herbert ebenso und auch das Debüt in der Champ-Car-Serie endete 1994 mit einem Sieg von Michael Andretti im Team Ganassi Racing. Ein eigenes Formel-1-Projekt scheiterte, aber Reynard war als Ingenieur in die Entwicklung des ersten Formel-1-Wagens von B.A.R. eingebunden.
1997 wurde Reynard an der Cranfield University zum Professor für Ingenieurwesen und angewandte Wissenschaft berufen. 2000 folgte eine Gastprofessur für Motorsport-Design an der Oxford Brookes University.

## Ehrungen
- 1992 wurde Adrian Reynard mit der Sir Henry Royce Gold Medal for Excellence in Engineering ausgezeichnet.
- 1993 wurde Reynard in die Institution of Mechanical Engineers aufgenommen.
- 1997 folgte die Aufnahme in die Royal Aeronautical Society.
- 1998 Duke of Edinburgh Award für Verdienste um den Motorsport.
- Seit 1999 ist Reynard Mitglied der Royal Academy of Engineering.